# Mechtildin dub
Mechtildin dub, známý také jako Hraniční dub ve Vřesině a pod německým názvem Mechtildeneiche či Mechtilden Eiche, se nachází v lese v přírodní rezervaci Dařenec u obce Vřesina v okrese Opava v pohoří Opavská pahorkatina v Moravskoslezském kraji.

## Historie a současnost
Mechtildin dub je dub letní, který byl vysazen jako tzv. hraniční dub označující hranice území tehdejších panství Lichnovských a Rotschildů. Podle pověsti dostal jméno po místní kněžně, kterou byla Mechtilde Christiana Maria zu Arco Zinnenberg Lichnowski (1879–1958), která u něj ráda sedávala a snad i jednou v dutině dubu nalezla opuštěnou holčičku. Z původního dubu zbylo jen vyvrácené torzo kmene. K jeho poškození přispěli lesní dělníci, kteří si v jeho dutině za nepříznivého počasí rozdělali oheň. Strom se zřítil v roce 2012. Věk stromu byl téměř pět set let. Na místě je také Mechtildin bludný balvan s německým nápisem, informační tabule a zastavení naučné stezky Okolo Vřesiny.

### Obnova místa
V roce 2022 po dvouleté přípravě místní patrioti obnovili pietní místo. Zasadili nový dub a vytvořili sochu s motivem holčičky, která se v dubu údajně schovávala. Při této příležitosti také vznikl ve spolupráci s kapelou Marian 333 hudební videoklip.

## Galerie

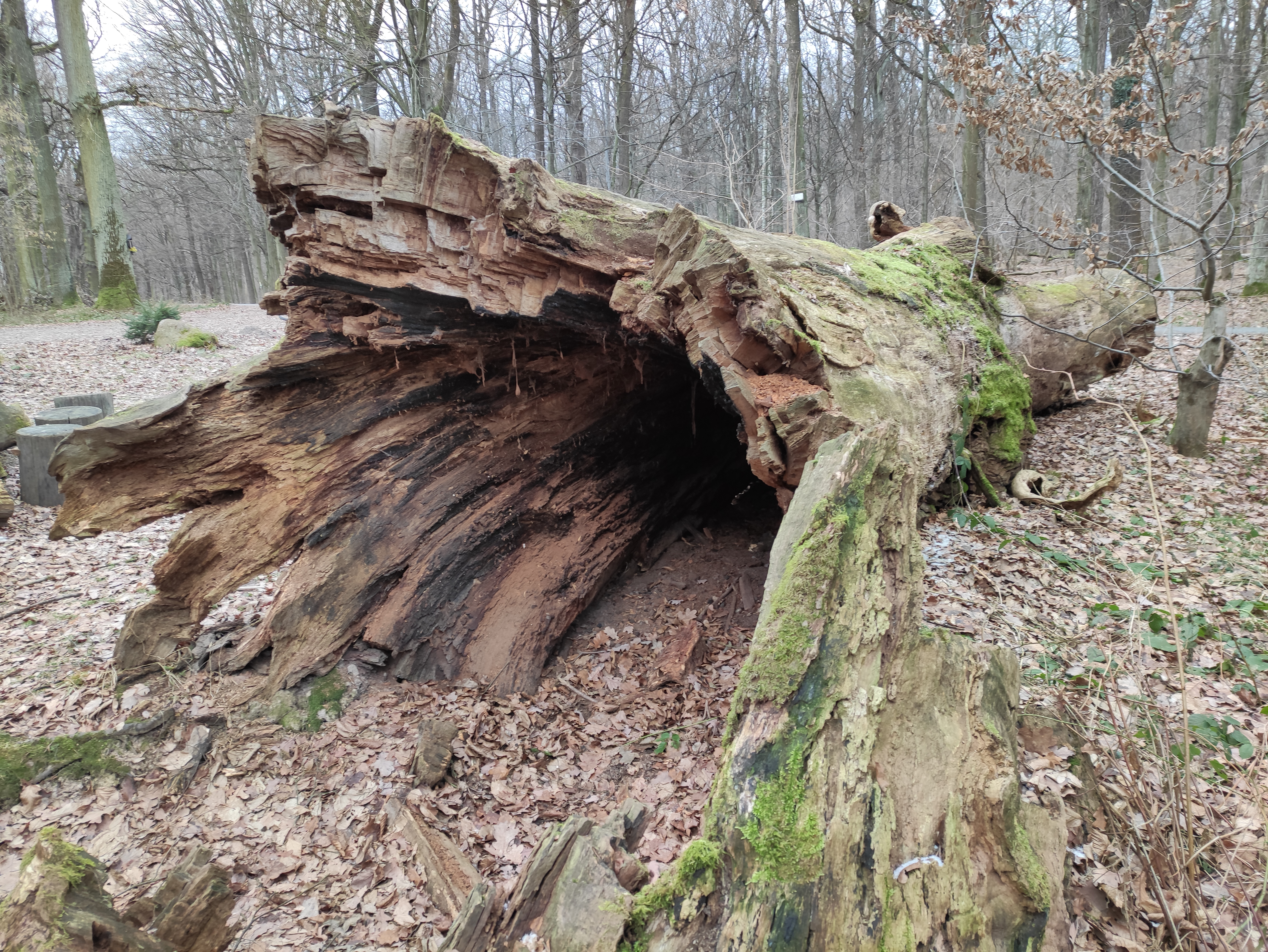
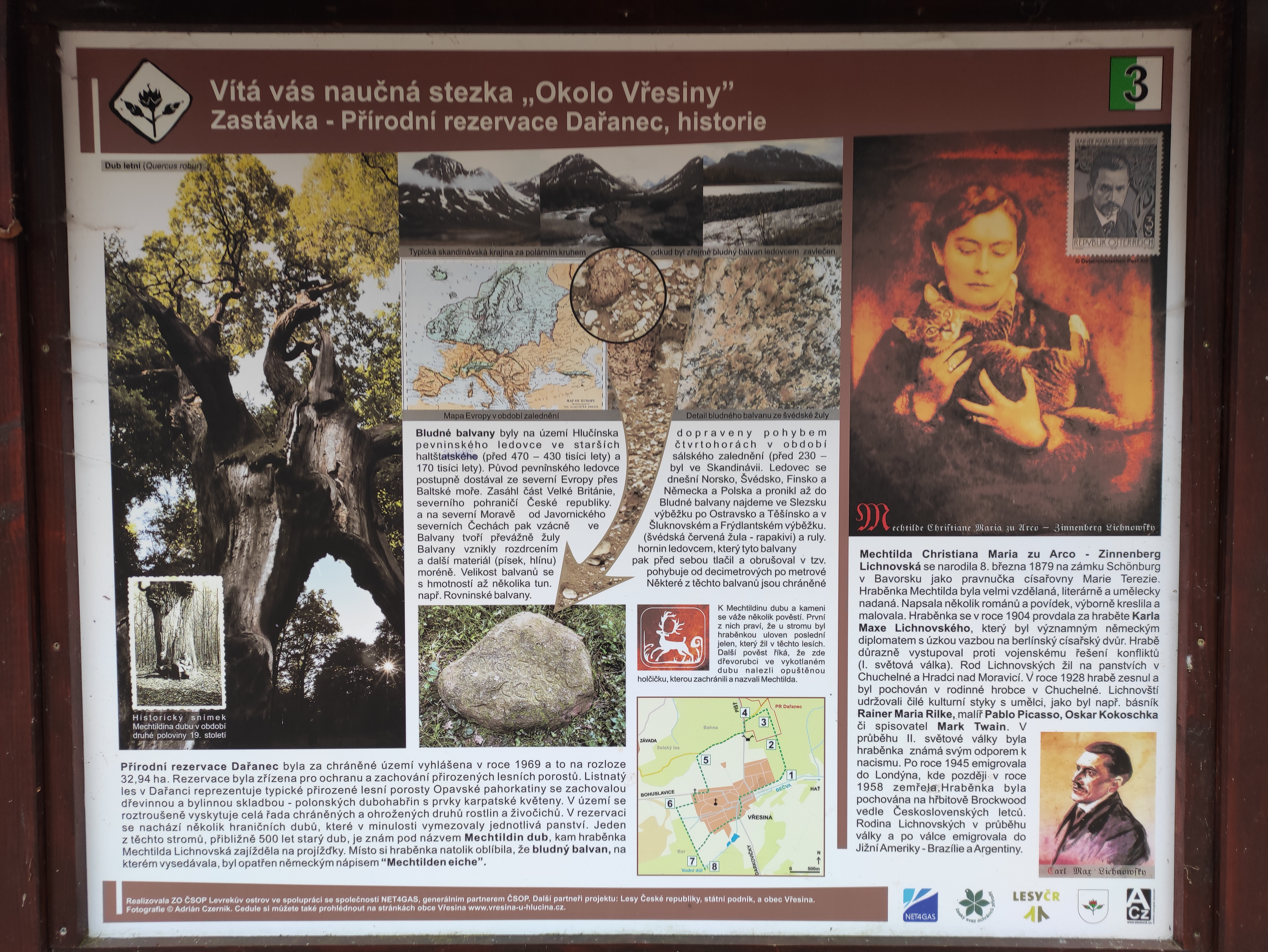